# James Fitzmaurice-Kelly
James Fitzmaurice-Kelly, född 1857 (ifrågasatt) i Glasgow, död 30 november 1923, var en brittisk litteraturhistoriker.
Fitzmaurice-Kelly var professor i spanska språket och litteraturen i Liverpool 1909-16, och vid Londons universitet 1916-20. Fitzmaurices främsta verk är A history of Spanish literature (1898). Värdefulla är även hans många andra arbeten på den spanska litteraturens område, såsom Life of M. de Cervantes (1892), utgåvor av Don Quijote och Celestina, Chapteers on Spanish literature (1908) med flera. Förutom de grundliga detaljkunskaperna är Fitzmaurice-Kellys sinnrika jämförelser mellan olika litteraturer lärorika och suggestiva.